# مارسيلو كراكا
مارسيلو كراكا (بالألمانية: Marcello Craca) مواليد 27 أكتوبر 1974 في بفورتسهايم، ألمانيا الغربية، هو لاعب كرة مضرب ألماني سابق بدأ مسيرته كمحترف سنة 1995 وكان يلعب باليد اليمنى. أعلى تصنيف له في الفردي كان المركز الـ 90 في سنة 1998.

## النهائيات

### الفردي: (1)
| الرقم | السنة | الدورة         | الأرضية | المنافس في النهائي | النتيجة في النهائي |
| ----- | ----- | -------------- | ------- | ------------------ | ------------------ |
| 1.    | 1999  | صوفيا, بلغاريا | ترابية  | اورلين ستانويتشف   | 7–6, 6–0           |

## روابط خارجية
- مارسيلو كراكا على موقع رابطة محترفي التنس (الإنجليزية)
- مارسيلو كراكا على موقع الاتحاد الدولي لكرة المضرب (الإنجليزية)
- مارسيلو كراكا على موقع خلاصة التنس.كوم (الإنجليزية)